# Joseph Groussard
Joseph Groussard (* 2. März 1934 in La Chapelle-Janson) ist ein ehemaliger französischer Radrennfahrer.
Joseph Groussard war Profi-Radrennfahrer von 1954 bis 1968. Er startete bei zahlreichen kleineren Straßenradrennen und Kriterien, bei denen er oftmals vordere Plätze belegen konnte. 1958 siegte er im Saisonauftaktrennen Grand Prix de Saint-Raphaël. Das Rennen Circuit de l’Indre gewann er 1960. 1959 siegte er im Eintagesrennen Genua–Nizza. 1957 und 1960 gewann er Paris–Camembert, 1961 den Grand Prix Midi Libre und 1962 die Vier Tage von Dünkirchen. Zudem siegte er dreimal – 1958, 1961 und 1962 – bei den Boucles de la Seine, 1962 beim Critérium International und 1958 bei Genua-Nizza. 1962 siegte er im Eintagesrennen Grand Prix du Le Locle.
1963 gewann er den Klassiker Mailand–Sanremo im Zielspurt vor dem Deutschen Rolf Wolfshohl.
Neunmal startete Groussard bei der Tour de France. 1959 gewann er die letzte Etappe, 1960 trug er eine Etappe lang das Gelbe Trikot. 1965 war er als Letzter Träger der „Roten Laterne“.
Joseph Groussard ist der ältere Bruder von Georges Groussard, sein Schwiegersohn ist Philippe Dalibard und sein Enkel Antoine Dalibard, allesamt Radrennfahrer.